# Micaela Bastidas
Micaela Bastidas (Tamburco, 1744 – Cusco, 18 maggio 1781) è stata una rivoluzionaria peruviana indigena pionierista contro l'Impero spagnolo in Sud America e una martire per l'indipendenza peruviana.

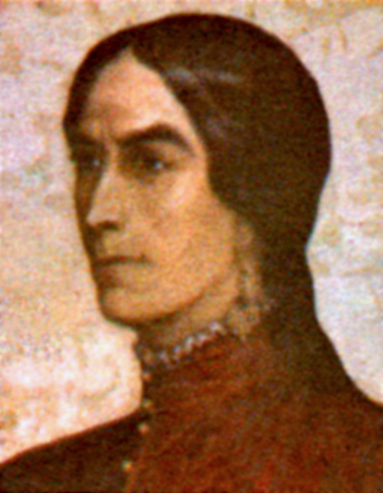
Micaela Bastidas Pumacahua

Con suo marito Túpac Amaru II, guidò una ribellione contro gli spagnoli e, come lui, subì il martirio dell'esecuzione quando la rivolta fallì. Fu una partner a pieno titolo nelle imprese di suo marito prima della rivolta e "una leader eccezionalmente abile della ribellione". È stata descritta come la "celebrata moglie di José Gabriel Condorcanqui Momento Maren (Túpac Amaru II)... che ha svolto un ruolo fondamentale nella logistica dell'esercito ribelle a Cusco nel 1780 e nel 1781.

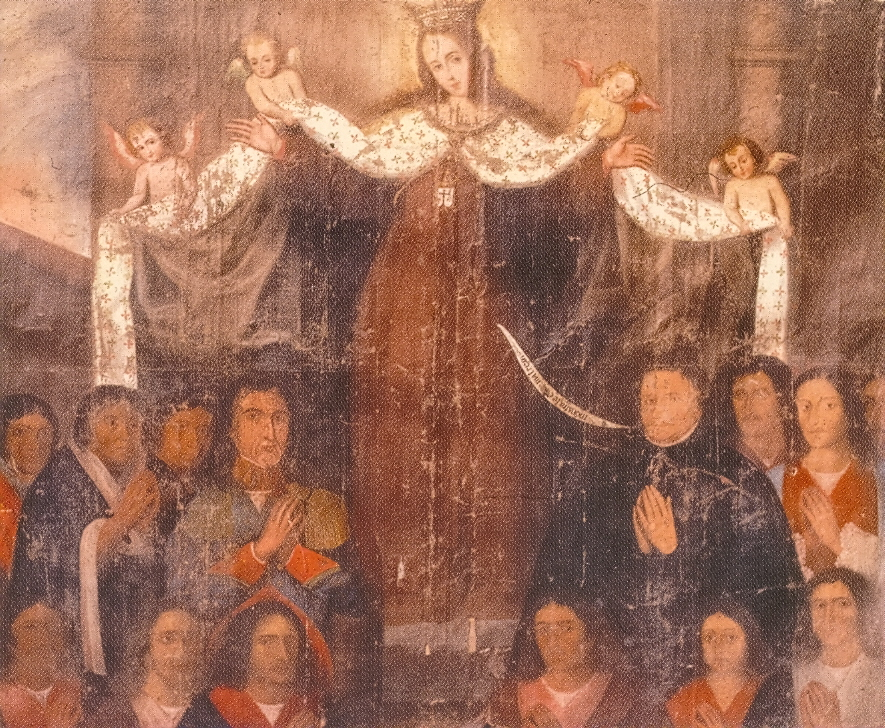
Virgen del Carmen con donatori, noto anche come Túpac Amaru II e famiglia.

## Biografia

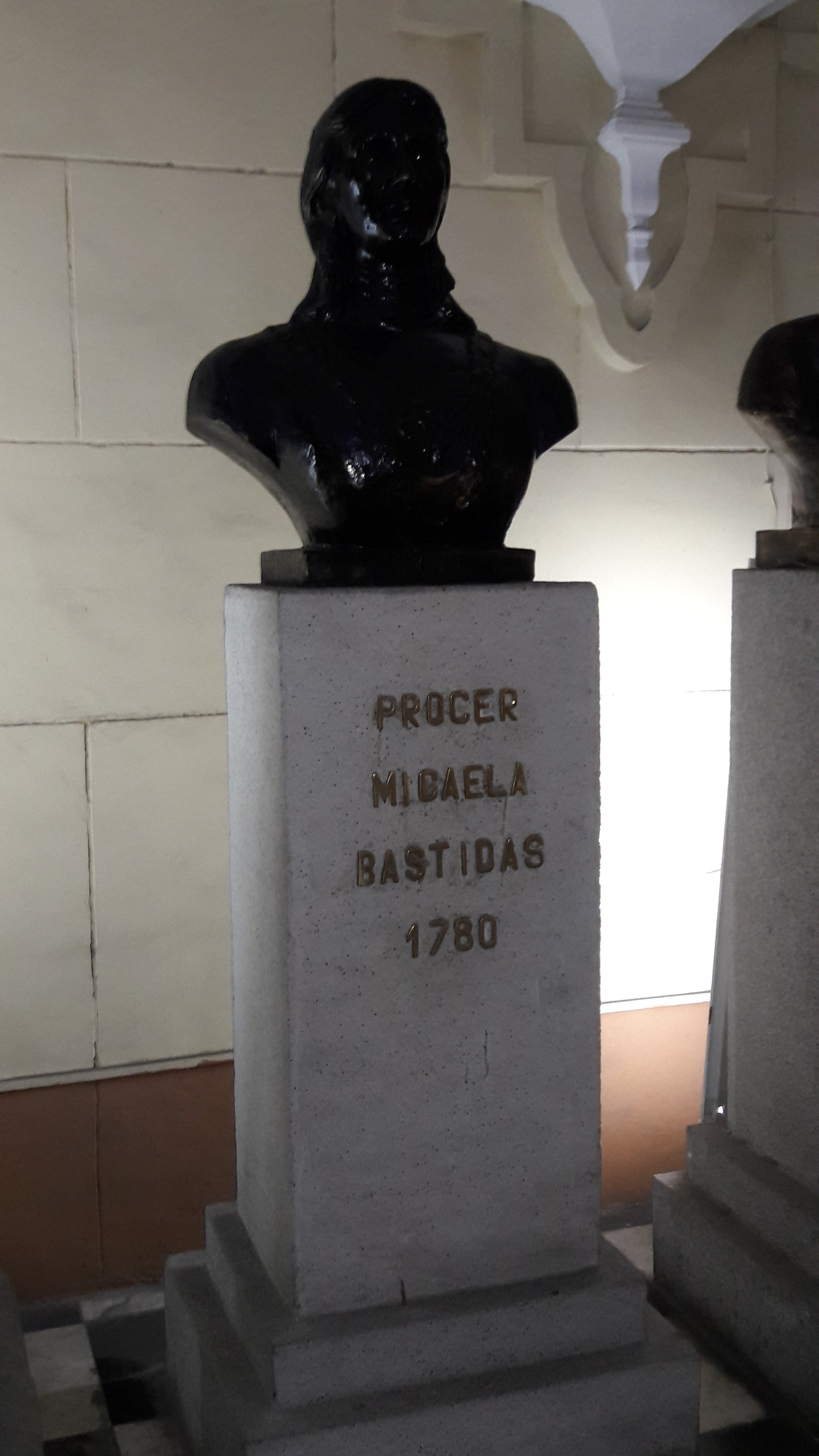
Busto di Micaela Bastidas nel Panteón de los Próceres a Lima

Era figlia di Josefa Puyucahua e Manuel Bastidas. La documentazione sulla vita di Micaela Bastidas non è ampia rispetto a quella del marito, ma ne documenta la nascita, il matrimonio e la morte. Micaela nacque nella provincia di Pampamarca di Canas (laqaymarca annessa comunità iromocco di Pabellones, del distretto di Pampamarca, della provincia di Canas nel 1744). Era la figlia naturale di Manuel Bastidas (m. 1746) (forse di origine africana o sacerdote) e Josefa Puyucahua Sisa. Dato il suo status di figlia illegittima, forse di un prete o di un uomo di colore, venne emarginata negli altopiani andini in gran parte indigeni. Micaela parlava il quechua meglio dello spagnolo. Era una devota cattolica, ma aveva una scarsa istruzione formale. Una fonte la descrive come "una bellissima ragazza indiana". Non è chiaro se fosse di origine africana, dal momento che non si sa praticamente nulla di suo padre, ma alcuni documenti la chiamano Zamba, un nome dato durante la gerarchia razziale dell'era coloniale a quelli di razza mista, africani e indigeni. Il suo certificato di matrimonio elencava i suoi genitori come entrambi "spagnoli" (españoles), ma c'era una notevole fluidità nel sistema di classificazione razziale e una tale designazione potrebbe essere stata un "segno di rispettabilità".
Il 25 maggio 1760, prima del suo sedicesimo compleanno, Micaela sposò José Gabriel Condorcanqui, che in seguito utilizzò il nome di Túpac Amaru II, nella chiesa di Nostra Signora della Purificazione nella città di Surimana. José Gabriel era un giovane meticcio discendente da una figura importante nella storia peruviana, dall'Inca Tupac Amaru I, giustiziato dagli spagnoli nel 1572. Nel 1764 fu nominato cacique o kuraka dei territori corrispondenti alla sua eredità: Pampamarca, Tungasuca e Surimana. Il titolo e i privilegi del potere erano ereditari. Fissò la sua residenza con Micaela a Tinta, una regione di Cusco. La coppia ebbe tre figli, Hipólito (1761), Mariano (1762) e Fernando (1768), battezzati dallo stesso sacerdote che li aveva sposati.
José Gabriel aveva ricevuto un'educazione privilegiata nella scuola dei gesuiti a Lima e a Cusco in una scuola per figli di signori indigeni. Parlava e scriveva spagnolo, parlava quechua e conosceva un po' di latino come derivazione dalla sua formazione presso i gesuiti. Era proprietario di vaste estensioni di terre e ricchezze. Come capo, avrebbe mediato tra il magistrato capo e gli indigeni e le loro accuse di crimine. Mentre prosperava, vide che il resto della popolazione era influenzato dalle rivolte fisiche e dalla creazione di costumi interni. Come commerciante regionale su una vasta rete, con 350 muli per trasportare merci, era in una posizione eccellente per stabilire relazioni con coloro con cui commerciava e raccogliere informazioni sulle condizioni e le preoccupazioni locali. Essendo una persona di origini miste, sentiva di aver toccato in prima persona tutte le ingiustizie subite dal suo popolo. Presentò strategie e richieste ufficiali alle autorità di Tinta, Cusco e Lima affinché gli indigeni fossero liberati dal lavoro obbligatorio nelle miniere ed esonerati dal rispetto del lavoro forzato. Di solito incontrava negatività e indifferenza, ma iniziò a sviluppare un'ideologia libertaria basata sulla difesa di indigeni, schiavi, creoli e persone di razza mista, mentre guidava l'indipendenza del territorio e del commercio dalle decisioni della corona di Spagna.
Il matrimonio fu felice e in piena parità con la moglie. Un'importante serie di lettere in spagnolo, scambiate tra loro durante il primo periodo della ribellione, contiene vezzeggiativi e nomignoli reciproci, nonché preoccupazioni per la sicurezza l'una dell'altro.
Micaela venne catturata dopo una rivolta fallita. Si era unita al coniuge nel guidare la ribellione, guidando uomini e donne indigeni in una battaglia per l'indipendenza, nonché organizzando rifornimenti e reclutando forze. Era conosciuta come una "stratega superiore a Tupac Amaru II, e certamente più audace". In un attacco congiunto contro gli spagnoli, incoraggiò Amaru a marciare rapidamente su Cusco per sorprenderli e approfittare della loro guardia cittadina indebolita. Tuttavia, Amaru resistette, il che permise agli spagnoli di portare rinforzi e catturare Bastidas, Amaru e molti dei loro soldati.
Fu giustiziata dagli spagnoli il 18 maggio 1781, all'età di 36 anni. Gli spagnoli tentarono di usare su di lei una garrota a manovella che era stata progettata per l'occasione e usata per la prima volta sulla collega ribelle Tomasa Tito Condemayta, ma poiché il suo collo era così sottile fu invece strangolata con una corda. Anche suo figlio Hipólito fu giustiziato dagli spagnoli, entrambi davanti a Túpac Amaru II, che fu poi squartato e decapitato.
Nel 1780, esauriti i canali di dialogo con i rappresentanti della corona spagnola, José Gabriel Condorcanqui avviò un movimento contro la dominazione spagnola. Era sostenuto da curacas legati ai proprietari terrieri di Cusco che si erano uniti contro creoli, indiani e meticci. A quel tempo, scelse per sé il nome di Túpac Amaru II, in onore del suo antenato, l'ultimo imperatore Inca.
Il 4 novembre 1780 Túpac Amaru II presentò il primo grido di libertà e pubblicò un proclama di indipendenza. Questo fu l'inizio della ribellione di Túpac Amaru II. Il comandante locale del dominio spagnolo, Antonio de Arriaga, fu fatto prigioniero e successivamente impiccato. I ribelli stabilirono il loro quartier generale a Tungasuca.
Agli indigeni era proibito possedere armi da fuoco, quindi uno dei maggiori problemi che dovettero affrontare fu ottenere armi. Micaela era incaricata di rifornire le truppe, cosa che includeva l'ottenimento e la distribuzione di denaro, cibo, vestiti e armi. Emetteva i salvacondotti per facilitare la circolazione di coloro che attraversavano ampi territori. Era a capo della retroguardia indigena, dimostrando diligenza e abilità, attuando misure di sicurezza e combattendo lo spionaggio. Attuò un efficiente sistema di comunicazioni, organizzando un servizio di chasquis a cavallo che trasportava rapidamente informazioni da un punto all'altro del territorio ribelle.
Una vera legione di combattenti andini, [quechuas] e aymara, operò insieme a Micaela nella rivolta, attuando strategie e dando supporto alle truppe. Il suo obiettivo non era solo quello di liberare il suo popolo dallo sfruttamento spagnolo, ma anche di ristabilire il ruolo delle donne indigene con la loro partecipazione alla vita sociale e politica, una tradizione che il sistema coloniale aveva cercato di abolire rendendole vittime di tutti i tipi di abusi. C'erano donne leader all'interno del movimento: Cecilia Túpac Amaru e Tomasa Tito Condemayta, capo di Acos, e molte altre.
Anche queste donne parteciparono alla battaglia, insieme ai loro figli e mariti. Così fece Micaela, che con il suo carattere energico incoraggiò il marito dallo stesso campo di battaglia. Dopo il trionfo di Sangarará, fu nominata capo ad interim della ribellione.
Il 18 novembre 1780, l'esercito ribelle sconfisse gli spagnoli nella battaglia di Sangarará. Túpac Amaru inviò un messaggio ai popoli del Perù, invitando i creoli a unirsi alla causa indiana: “Creoli, meticci, zambo e indiani perché siamo tutti compatrioti, perché siamo nati in queste terre e abbiamo la stessa origine”.
Nel marzo 1781 l'esercito di Túpac Amaru aveva settemila uomini e donne disposti a combattere fino alla morte contro la corona spagnola, 1 quali proclamarono Túpac Amaru II Imperatore d'America. Nelle testimonianze dell'epoca Micaela appare come la principale stratega attraverso incarichi politici, militari e amministrativi e principale consigliera del capo. Con i suoi solidi principi, chiarezza di pensiero e alta intuizione, divenne il sesto senso della ribellione.
Nel 1976 il governo peruviano promulgò la legge N° 21705, che esponeva l'importanza storica della celebrazione del Bicentenario della Ribellione emancipatrice di Túpac Amaru e Micaela Bastidas.

## Esecuzione capitale
Il 18 maggio 1781 furono portati in Plaza de Armas a Cusco per essere giustiziati uno alla volta. A suo figlio Hipólito prima fu tagliata la lingua, per aver parlato contro gli spagnoli, e poi fu impiccato. Micaela e José Gabriel furono costretti ad assistere alla morte del figlio. Poi fu Micaela ad essere obbligata a salire sulla piattaforma. Di fronte a suo marito e a suo figlio Fernando, Micaela combatté contro i suoi carnefici, fino a quando alla fine venne soggiogata e le tagliarono la lingua. Il suo collo sottile non riusciva a raggiungere la garrota, così le gettarono un cappio intorno al collo che tirarono per strangolarla. La colpirono con una mazza e finirono per ucciderla con calci nello stomaco e nel seno.
Quindi portarono Túpac Amaru al centro della piazza, che fu anche lui vittima di una morte terribile. Entrambi furono smembrati e le loro parti inviate in diversi paesi della regione per essere esposte nelle pubbliche piazze, come monito agli abitanti delle conseguenze della ribellione.
L'intero evento fu, ovviamente, uno stimolo a continuare nelle guerre di indipendenza ispanoamericane.